# Babiak (powiat Kolski)
Babiak is een dorp in het Poolse woiwodschap Groot-Polen, in het district Kolski. De plaats maakt deel uit van de gemeente Babiak en telt 1700 inwoners.
In deze plaats bevindt zich Station Babiak.